# Let the Music Play (chanson)
Singles de Barry White
I'm Anything You Want Me To You See the Trouble with Me
Let the Music Play est une chanson écrite, composée, interprétée et produite par Barry White, éditée en single en décembre 1975 afin de promouvoir l'album du même nom, sorti en janvier 1976.
Le single rencontre un succès commercial à sa sortie.

## Classements
| Classement (1976)              | Meilleure position |
| ------------------------------ | ------------------ |
| États-Unis (Hot 100)           | 32                 |
| Royaume-Uni (UK Singles Chart) | 9                  |
| France (IFOP)                  | 16                 |
| Pays-Bas (Single Top 100)      | 23                 |